# 西日本旅客鉄道和歌山支社

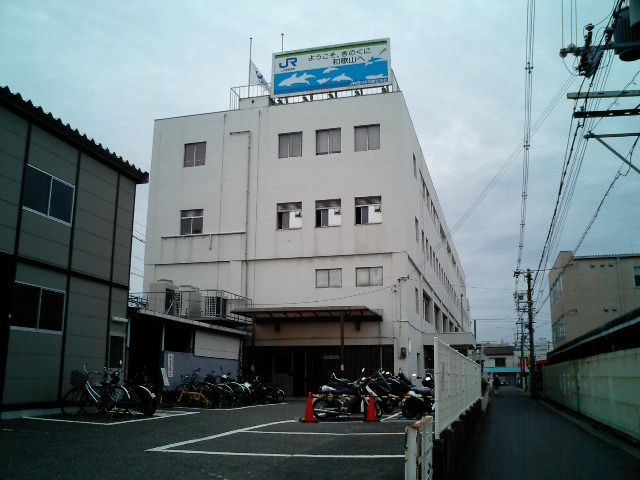
写真は和歌山支社の旧社屋（現在は、和歌山電車区及び和歌山車掌区社屋として使用）

西日本旅客鉄道和歌山支社（にしにほんりょかくてつどうわかやまししゃ）は和歌山県和歌山市吉田にある西日本旅客鉄道（JR西日本）の支社の一つである。日本国有鉄道（国鉄）時代の天王寺鉄道管理局の一部に相当する。和歌山県全域と、大阪府南部の阪和線長滝駅以南、奈良県五條市の和歌山線大和二見駅を管轄している。2022年10月1日より、本社直轄から近畿統括本部傘下に編入された。

## 沿革
- 1987年（昭和62年）
  - 4月1日：大阪鉄道管理局・天王寺鉄道管理局・福知山鉄道管理局の運行部門を統合・継承した西日本旅客鉄道 近畿圏運行本部発足。
  - 10月1日：近畿圏運行本部より分離し、和歌山支店が発足。
- 1988年（昭和63年）10月1日：和歌山支社に改称[1]。
- 1993年（平成5年）
  - 3月14日：紀勢本線（きのくに線）に広川ビーチ駅が新規開業。
  - 6月1日：阪和線長滝駅 - 山中渓駅間が本社直轄から和歌山支社エリアに変更される[2]。
- 1996年（平成8年）7月31日：特急「スーパーくろしお・オーシャンアロー」運転開始。
- 1997年（平成9年）3月8日：高速化。「スーパーくろしお・オーシャンアロー」が「オーシャンアロー」に改称され和歌山駅 - 新宮駅間で約19分の短縮
- 1998年（平成10年）10月10日：海南駅周辺の連続立体交差化工事が完成。
- 2000年（平成12年）3月11日：新宮駅 - 紀伊田辺駅間でワンマン運転開始、阪和線からの直通の快速列車が大幅に削減。
- 2001年（平成13年）3月3日：多気駅 - 新宮駅間でワンマン運転開始。
- 2002年（平成14年）11月2日：紀伊田辺駅 - 御坊駅間でワンマン運転開始。
- 2003年（平成15年）
  - 10月：きのくに線電化25周年記念イベントとして、11・12日に天王寺駅 - 新宮駅間でキハ58系による急行「きのくに」を復活運転、12・13日に和歌山駅 - 白浜駅間でEF58 150牽引の12系客車による急行「紀勢線電化25周年記念号」を運転。
  - 11月1日:阪和線でICカード「ICOCA」を導入（2021年3月までに全駅完了）。
- 2004年（平成16年）6月2日：冷水浦駅付近にて高架橋で材木を運搬中のトレーラーが横転し積荷が架線と通信ケーブルを切断して線路上へ落下し快速列車が脱線、約1日半にわたって部分運休[3]。
- 2005年（平成17年）12月7日 - 那智駅にて紀伊勝浦発新宮行き上り普通列車がホームで停止できずに安全側線に進入し、砂利盛りに突っ込んでようやく停止した。この事故で約1日半にわたって運休やダイヤの乱れが生じたが、人的被害は避けられた[4]。
- 2008年（平成20年）
  - 8月1日：新和歌山車両センターが日根野電車区に統合されて新在家派出所になり、廃止。
  - 10月4日：紀和駅周辺の連続立体交差化工事完成。
- 2009年（平成21年）
  - 5月31日：橋本鉄道部を廃止。運転士は橋本運転区へ、保線業務は和歌山保線区と振り分け支社直轄に移管。
  - 7月15日：紀勢本線全通50周年記念として亀山駅 - 白浜駅間でキハ85系による快速「紀勢本線全通50周年記念号」を運転。キハ85系が紀伊勝浦駅 - 白浜駅間で運転されるのは初めて。
- 2022年（令和4年）10月1日：和歌山支社を近畿統括本部に編入[5][6]。

## 管轄対象駅
282.6km、86駅を管轄している。和歌山支社が管轄する駅は次の通り（複数の路線が乗り入れる駅は所属線区を優先し、重複は計上しない）。
- 阪和線：長滝駅 - 紀伊中ノ島駅間
- 紀勢本線： 新宮駅 - 紀和駅間
- 和歌山線：大和二見駅 - 田井ノ瀬駅間

## 管理駅
JR西日本では、主要駅に駅長を配置してその駅を管理駅としている。和歌山支社管内の管理駅と管轄範囲（　）は次の通り。
- 和歌山統括駅（紀伊駅 - 紀伊中ノ島駅間 、下津駅 - 和歌山市駅間、大和二見駅 - 田井ノ瀬駅間）
- 紀伊田辺駅（江角駅 - 初島駅間）
- 新宮駅（新宮駅 - 和深駅間）
  - この内、被管理駅である橋本、御坊、白浜の各駅には地区駅長が配置されている。

## 鉄道部

### 廃止された鉄道部
- 橋本鉄道部 - 2009年6月1日に廃止され、支社直轄に移行。
- 新宮鉄道部 - 2010年6月1日[要出典]に廃止され、支社直轄に移行[7]。

## 乗務員区所

### 運転士
- 紀伊田辺運転区
- 和歌山電車区

### 運転士・車掌
- 新宮列車区

### 車掌
- 和歌山車掌区

### 廃止された乗務員区所
- 橋本運転区
- 和歌山列車区

## 車両基地
和歌山支社管内には車両が所属する車両基地は設けられていない。かつて和歌山支社には、新和歌山車両センターが設けられていたが、2008年8月1日に当時の大阪支社に移管され、現在は近畿統括本部の吹田総合車両所日根野支所所属となっている。
なお、御坊駅・紀伊田辺駅・白浜駅・新宮駅構内に電留線がある。

## 設備保全区所
以下は2022年10月以降のもの。

### 保線区
- 和歌山保線区（担当線区 : 阪和線 長滝-  和歌山駅、和歌山線 五条駅（構内除く） - 和歌山駅、紀勢本線 鵜殿駅- 和歌山市駅（両端駅構内除く））[9]
  - 和歌山保線管理室
  - 箕島保線管理室
  - 粉河保線管理室
  - 田辺保線管理室
  - 御坊保線管理室
  - 古座保線管理室

### 電気技術センター
- 和歌山電気技術センター（担当線区 : 阪和線 長滝 - 和歌山駅、和歌山線 五条駅（構内除く） - 和歌山駅、紀勢本線 鵜殿駅- 和歌山市駅（両端駅構内除く））
  - 和歌山電気区
  - 田辺電気区
  - 古座電気区

### 機械区
- 和歌山機械区

### 建築区
- 和歌山建築区

### 土木技術センター
- 和歌山土木技術センター

## 輸送概況
都市間輸送については、紀勢本線と並行している阪和自動車道の通行台数の急激な増加や白浜町・田辺市 - 和歌山・大阪・京都間の高速バスおよび、和歌山・大阪・名古屋方面からのホテル宿泊専用送迎バスなど対抗輸送機関の影響で減少傾向にある。集客施策として特別企画乗車券などがあるが、商品によっては2名以上での利用・乗車日の7日前までに購入・年末年始・ゴールデンウィーク・お盆期間中は利用設定除外日などの制約がある。朝夕の通勤時間帯の白浜駅・紀伊田辺駅 - 和歌山駅間は、通勤者の増加により特急列車の自由席が満席になることもある。
地域輸送に着目すると、紀勢本線は沿線の少子高齢化で通学・通勤客が減少し、和歌山駅 - 御坊駅間は毎時2本の普通が車掌乗務で運転されているものの、御坊駅 - 紀伊田辺駅間は日中毎時1本でワンマン運転（ワンマン列車が検査などで運行できないときは、車掌が乗務）、紀伊田辺駅 - 新宮駅間は平均2時間に1本程度のワンマン運転（周参見発和歌山行を除く）を行っている。
和歌山線については、全列車ワンマン運転を行っており、岩出市の人口増加に伴い、岩出駅の乗降客数が増加傾向にあり、和歌山駅 - 粉河駅間は毎時2本で運行しているものの、きのくに線同様、少子高齢化で通学・通勤客が減少し、粉河駅 - 橋本駅間は毎時1本で運行している。また、無人駅が多く、運賃ほ脱（無賃乗車）や既に使用した回数券の使い回しが多発し、通勤・通学時間帯を中心に車内や、かつては橋本駅南海線のりかえ口で特別改札が随時行われていた。現在、同駅では、跨線橋が完成し、JR・南海の改札が分離され、車内での特別改札に特化されている。阪和線の日根野 - 和歌山間でも近年では本数が減少傾向であり、2011年3月の改正で紀州路快速が同区間が各駅停車になり、阪和線を全区間運行する普通は日中を中心に大幅に削減された。また和泉砂川駅の通勤客の増加により、同駅の特急列車の停車本数が増えている。

## その他
2009年2月、和歌山支社はJR西日本グループの建設会社に委託して、紀勢本線の線路沿いに落石防止ネットの設置工事を行っていたが、その際、和歌山県すさみ町内に存在する世界遺産・熊野古道にある江戸時代に造られたとみられる石垣を、工事用モノレールの設置の際に破損していたことが発覚した。和歌山支社がすさみ町教育委員会に対し、届出を行わず無断で工事を行っていたことも判明している。